# Khalid Muftah
Khalid Muftah (Al Wakrah, 2 luglio 1992) è un calciatore qatariota, difensore dell'Al Rayyan e della Nazionale di calcio del Qatar.